# NTT DATA Business Solutions
Die NTT DATA Business Solutions AG (ehemals: itelligence AG) ist ein IT-Dienstleister im SAP-Umfeld mit Hauptsitz in der ostwestfälischen Stadt Bielefeld in Nordrhein-Westfalen. Das Unternehmen ist eine Tochtergesellschaft von NTT DATA.

## Unternehmensstruktur
Die NTT DATA Business Solutions hat die Rechtsform einer Aktiengesellschaft und firmiert unter der Marke der NTT-DATA-Gruppe, die wiederum ein Teil der japanischen NTT-Gruppe ist. NTT DATA Business Solutions ist ein eigenständiges Unternehmen, das selbst an 49 Unternehmen beteiligt ist und Geschäftsstandorte in mehr als 30 Ländern mit rund 11.000 Beschäftigten hat. In fünf Ländern betreibt NTT DATA Business Solutions eigene Rechenzentren.

## Geschichte

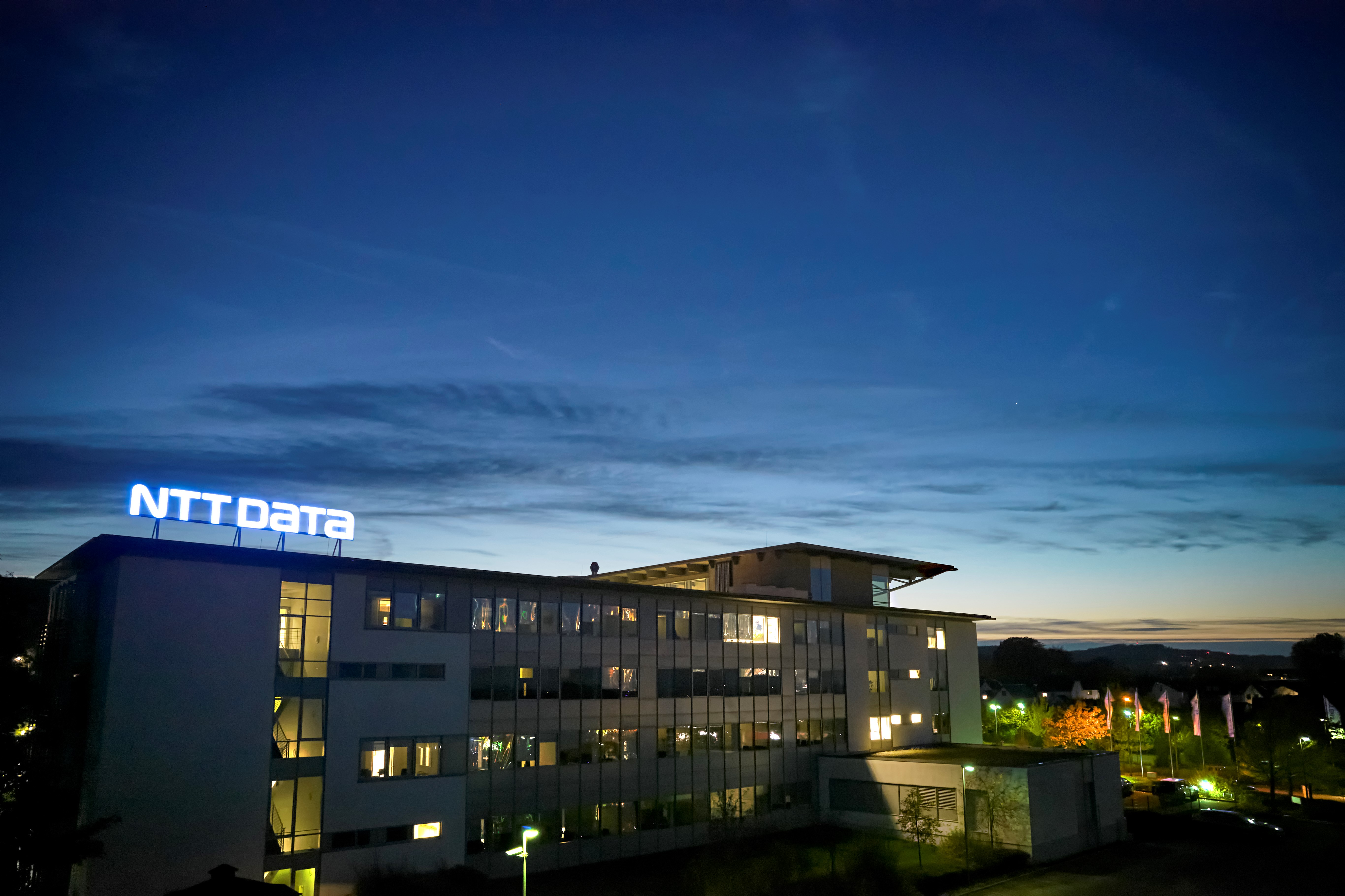
Konzernzentrale Bielefeld NTT DATA Business Solutions

1989 gründeten Herbert Vogel und Wolfgang Schmidt S&P Consult als Unternehmensberatung mit Spezialisierung auf der Einführung von SAP. Fünf Jahre später wurde die Gesellschaft umfirmiert in SVP GmbH (Schmidt Vogel & Partner). Seit 1995 ist das Unternehmen Partner der SAP. Im Jahr vor dem Platzen der Dotcom-Blase ging das mittlerweile als SVC AG (Schmidt Vogel Consulting) firmierende Unternehmen an die Börse. Aus der Fusion mit der APCON AG im Jahr 2000 ging schließlich die itelligence AG hervor. Das Unternehmen erzielte im Geschäftsjahr 2000 mit 1450 Angestellten einen Umsatz in Höhe von 148,6 Mio. EUR.
Am 23. Oktober 2007 wurde die NTT DATA mit einem Aktienanteil von 87 % Hauptanteilseigner der itelligence AG. Im Januar 2008 wurde Norbert Rotter Finanzvorstand des Unternehmens, Vorstandsvorsitzender war weiterhin Herbert Vogel. Ende Oktober wurde die itelligence Teilhaber an der SAPCON in Tschechien und das neue Rechenzentrum in Bautzen ging in Betrieb. Im Oktober 2009 übernahm die damalige itelligence AG den SAP-Dienstleister 2B Interactive in den Niederlanden.
2010 übernahm itelligence den Mehrheitsanteil an der RPF Consulting in den USA und an Adelante in Frankreich sowie die Chelford SAP Solutions in Großbritannien. In den Jahren 2011 und 2012 erweiterte sich die itelligence mit der Übernahme von Contemporary in den USA, der Blueprint Management Systems in Großbritannien, 2C change in Dänemark, sowie Elsys in der Türkei. 2013 übernahm itelligence die Aster Group in den USA, sowie von der Software AG das SAP-basierte Geschäft in Nordamerika. 2013 wurde die Übertragung der Aktien der Minderheitsaktionäre auf die NTT DATA beschlossen, die itelligence wurde somit eine einhundertprozentige Tochter der NTT DATA. Die Börsennotierung der itelligence-AG-Aktien wurde kurz darauf eingestellt. In den darauffolgenden Jahren folgten weitere Akquisitionen in Ländern wie UK, Schweden, Brasilien, Finnland und den USA. In Deutschland baute das Unternehmen seine Präsenz im Freistaat Sachsen aus, wo es neben dem Rechenzentrum in Bautzen noch eines in Salzenforst errichtete und in Dresden 2019 ein Bürogebäude mit IT-Campus eröffnete.
Im Januar 2021 übernahm das Unternehmen den SAP-Berater My Supply Chain Group (MSCG) aus Birmingham, Alabama. Am 1. April 2021 fand auf Wunsch des japanischen Gesellschafters die Umfirmierung von itelligence AG in NTT DATA Business Solutions AG als Teil der NTT-DATA-Markenfamilie statt. Das Unternehmen verspricht sich davon eine größere Bekanntheit.  Das globale Cloud-Geschäft von NTT DATA Business Solutions verzeichnete im ersten Halbjahr 2021 einen starken Zuwachs von 15,5 %, was auf Digitalisierungsanstrengungen von Kunden zurückzuführen ist.